# 平和のための原子力

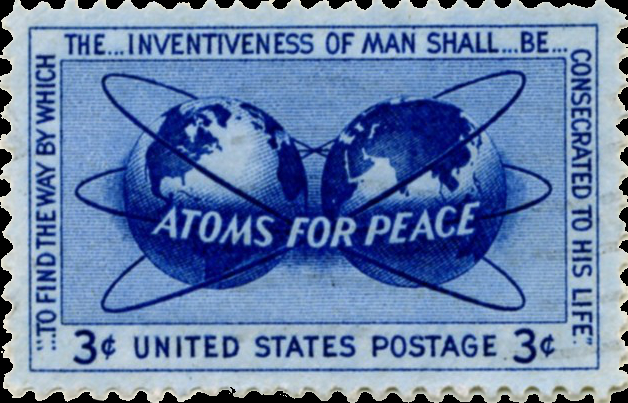
「平和のための原子力」を掲げたアメリカ合衆国の郵便切手（1955年発行）。

平和のための原子力（へいわのためのげんしりょく、英語: Atoms for Peace）は、アメリカ合衆国のドワイト・D・アイゼンハワー大統領が、1953年12月8日にニューヨークの国際連合総会で行った演説で提唱した、原子力に対する考え方である。核の平和利用（かくのへいわりよう）ともいう。
冷戦の中で核兵器開発を続けるために、平和利用を理由に原子力研究を正当化する目的があったとみられている。

## 概要
第二次世界大戦末期の1945年、アメリカ軍が広島・長崎に原子爆弾を投下して、約10万6000人の死者と約11万人の負傷者を出した。その後も1948年、アメリカ合衆国が太平洋で核実験を行ったが、1949年にはソビエト連邦が核実験に成功し、核開発能力を備えるに至った。それを受けて、アメリカ軍はより強力な水素爆弾の開発を進め、1952年11月に爆発実験を成功させた。しかしソ連は、原子力発電所のノウハウを東側諸国に提供し、原発建設を後押しすることを表明した。
1953年1月にアメリカ合衆国大統領に就任したアイゼンハワーは、ソ連の原発建設の後押しにショックを受け、こうした冷戦での核開発競争が急速に進むことで、核戦争の危険性が現実化しつつあるとの危機感を抱き、国連総会において、こうした危険性を訴えようとした。
アイゼンハワーは演説の中で、まず核開発競争が激化している現状を憂慮した上、アメリカ合衆国に対し核攻撃がなされた場合には、速やかに報復が行われることになるが、そのような事態になることを望むものではないとして、次のように述べた。
我が国は、破壊ではなく、建設をしたいと願っている。国々の間の戦争ではなく、合意を願っている。自国が自由の下に、そして他の全ての国の人々が等しく生き方を選択する権利を享受しているという自信の下に生きることを願っている。
そして、アメリカ合衆国及び同盟国であるイギリス、フランスは、ソ連との間で、会談を持つ用意があると述べた。また、原子力の平和利用について、次のように述べた。
アメリカ合衆国が追求するのは、単なる、軍事目的での核の削減や廃絶にとどまらない。

この兵器を兵士の手から取り上げるだけでは十分でない。軍事の覆いをはぎとり、平和の技術に適合させるための方法を知る人々の手に渡されなければならない。
続いて、国際連合の下に国際的な原子力機関を設立することを提案し、特に電力の乏しい地域に電力を供給することが原子力機関の目的の一つになるとした。それに関わるべき利害関係国にはソ連も含まれると明示した上で、アメリカには協力の用意があると述べた。

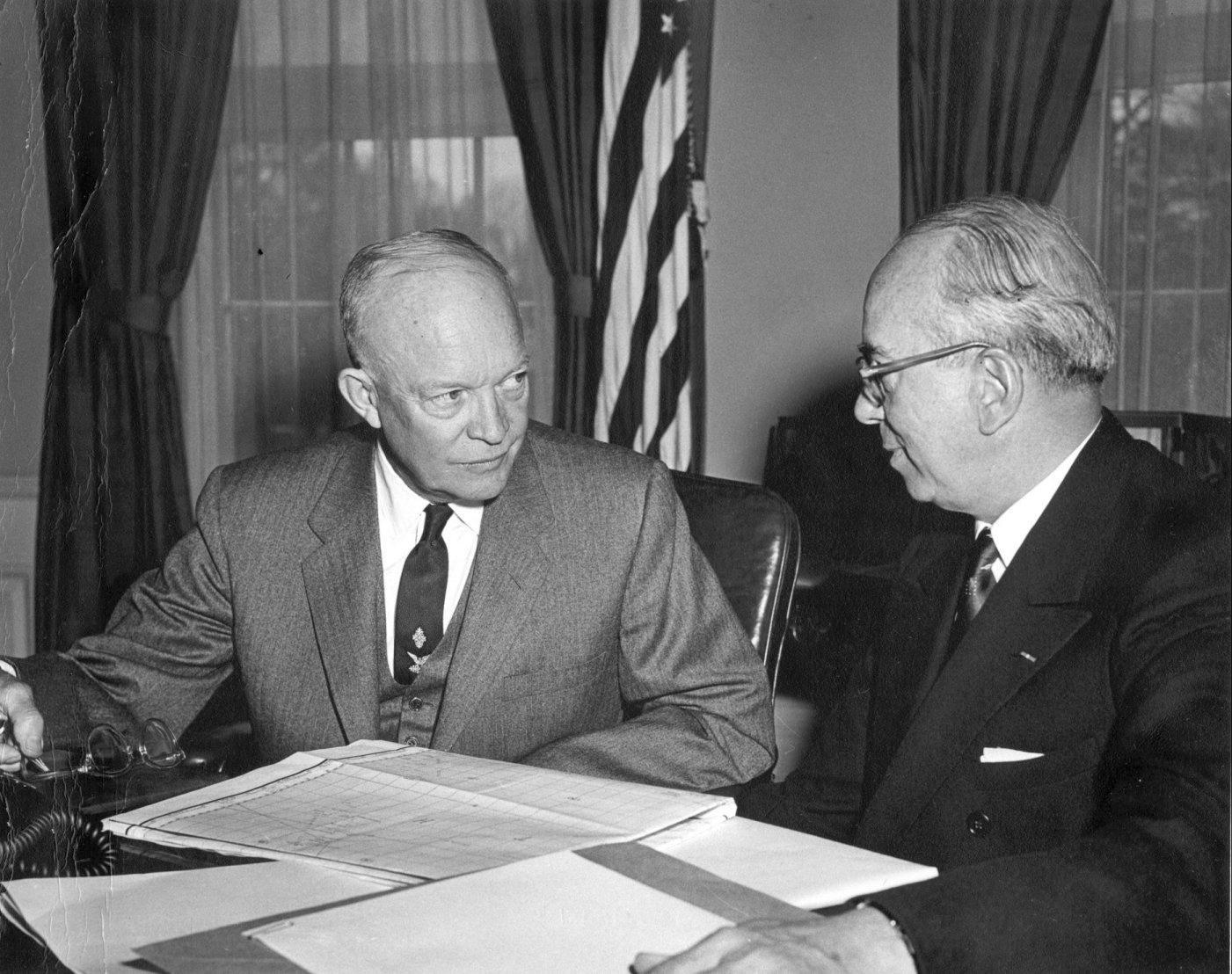
アメリカ原子力委員会のルイス・ストローズ委員長から報告を受けるアイゼンハワー（1954年3月）。

アイゼンハワーのこの演説を契機として、国際原子力機関 (IAEA) 設立の気運が高まり、1954年、国連でIAEA憲章草案のための協議が開始され、1956年、IAEA憲章採択会議でIAEA憲章草案が採択された（IAEAは1957年7月29日発足）。アメリカ国内では1954年原子力法が制定された（1946年原子力法を改正）。また、2003年にはアイゼンハワー主導による「原子力の平和利用」50周年を記念し、世界原子力大学が設立された。
これ以降、アメリカでは軍が持つ原子力技術にも民間企業がアクセスできるようになり、ジェネラル・エレクトリック社やウェスチング・ハウス社が原子力発電に乗り出し、政府関係者とも密接な企業の利害もからんで原発の建設が押し進められるようになった。日本でも、「原子力の平和利用」が宣伝され、東京・広島等各地で「原子力平和利用博覧会」が開催され、資源のない日本にとって「原子力の平和利用」が不可欠だと強調された。読売新聞社の社主である正力松太郎は新聞・テレビを使って原子力の平和利用を推進する宣伝を行ったが、正力はアメリカＣＩＡから資金提供を受けていたともされている。